# (757) Portlandia
Pour les articles homonymes, voir Portlandia.
(757) Portlandia est un astéroïde de la ceinture principale découvert le 30 septembre 1908 par l'astronome américain Joel Metcalf.
Sa désignation provisoire était 1908 EJ.
L’astéroïde a été nommé d’après la ville de Portland dans l'État américain du Maine.